# Звено (единица измерения)

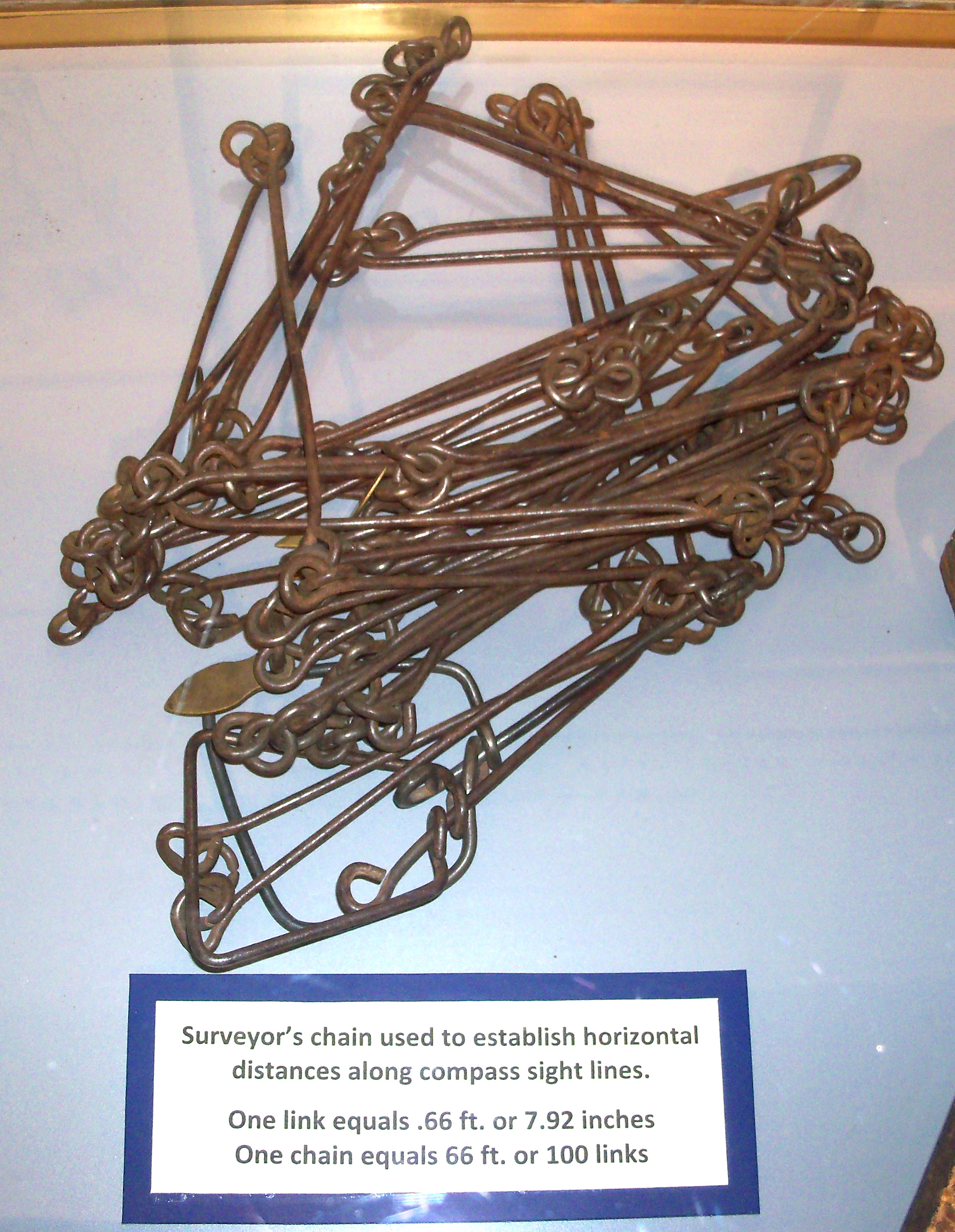

Звено (также линк от англ. link — звено цепи) — устаревшая британская и американская единица измерения расстояния, равная 20,1168 сантиметрам. Международное обозначение — li.
1 линк = 7,92 дюйма = 1⁄100 мерной цепи = 1⁄1000 фурлонга = 20,1168 сантиметров
Появление этой единицы измерения связано с цепью Гантера, названной так по имени её изобретателя. Цепь Гантера — это металлическая цепь длиной 66 футов, которая использовалась в геодезии. У этой цепи было 100 звеньев, таким образом, одно звено было равно 66⁄100 фута. Позднее эта цепь была заменена на более точные инструменты, однако единица измерения сохранилась (как в американской, так и в британской системах мер). Фут различался в разных странах и на разных территориях (эти различия не всегда существенны: так, американский фут, используемый при межевании, отличался от международного фута на 2⁄1 000 000).
В России мерная цепь имела длину 10 саженей, то есть 21,336 метра и могла содержать 100 звеньев, иногда 70 (звенья по одному футу) или 60 (звенья по ½ аршина). 
В XX веке линк перестали использовать.